# Александър Южин
Александър Иванович Южин, псевдоним на Александър Иванович Сумбатов (16 септември 1857 – 17 септември 1927, Ница) – руски драматичен артист, театрален деятел, драматург, народен артист на републиката от 1922 г. От 1882 г. е артист в Малий театър. От 1923 г. е негов директор. Роли:
- Рюи Блаз – в „Рюи Блаз“ – на Виктор Юго;
- Маркиз Поза – „Дон Карлос“ – на Фридрих Шилер;

Играе в много пиеси на Шекспир и др.